# St. Johannes Baptist (Neumarkt-Sankt Veit)

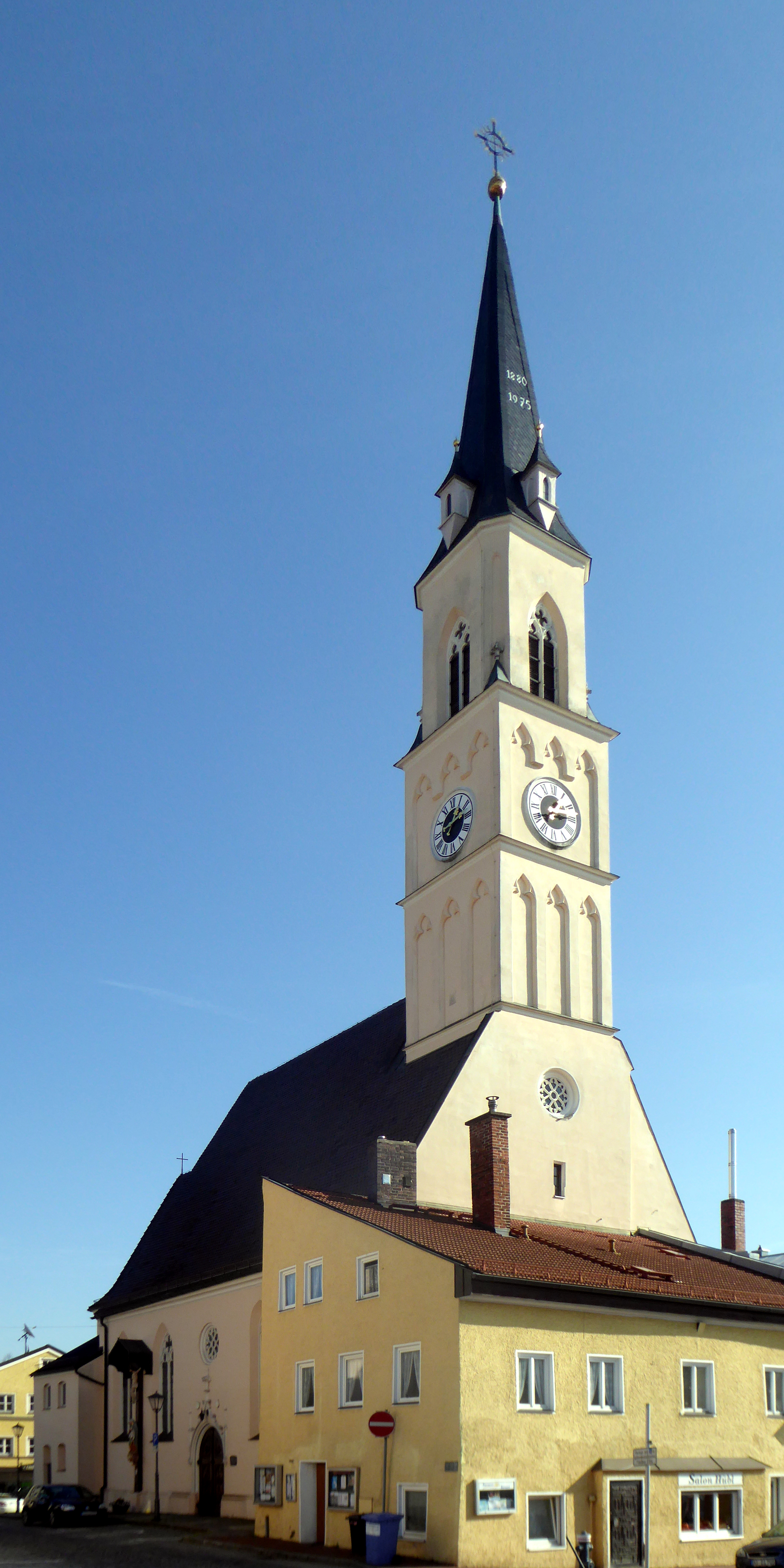
Außenansicht der Kirche St. Johannes Baptist von Westen

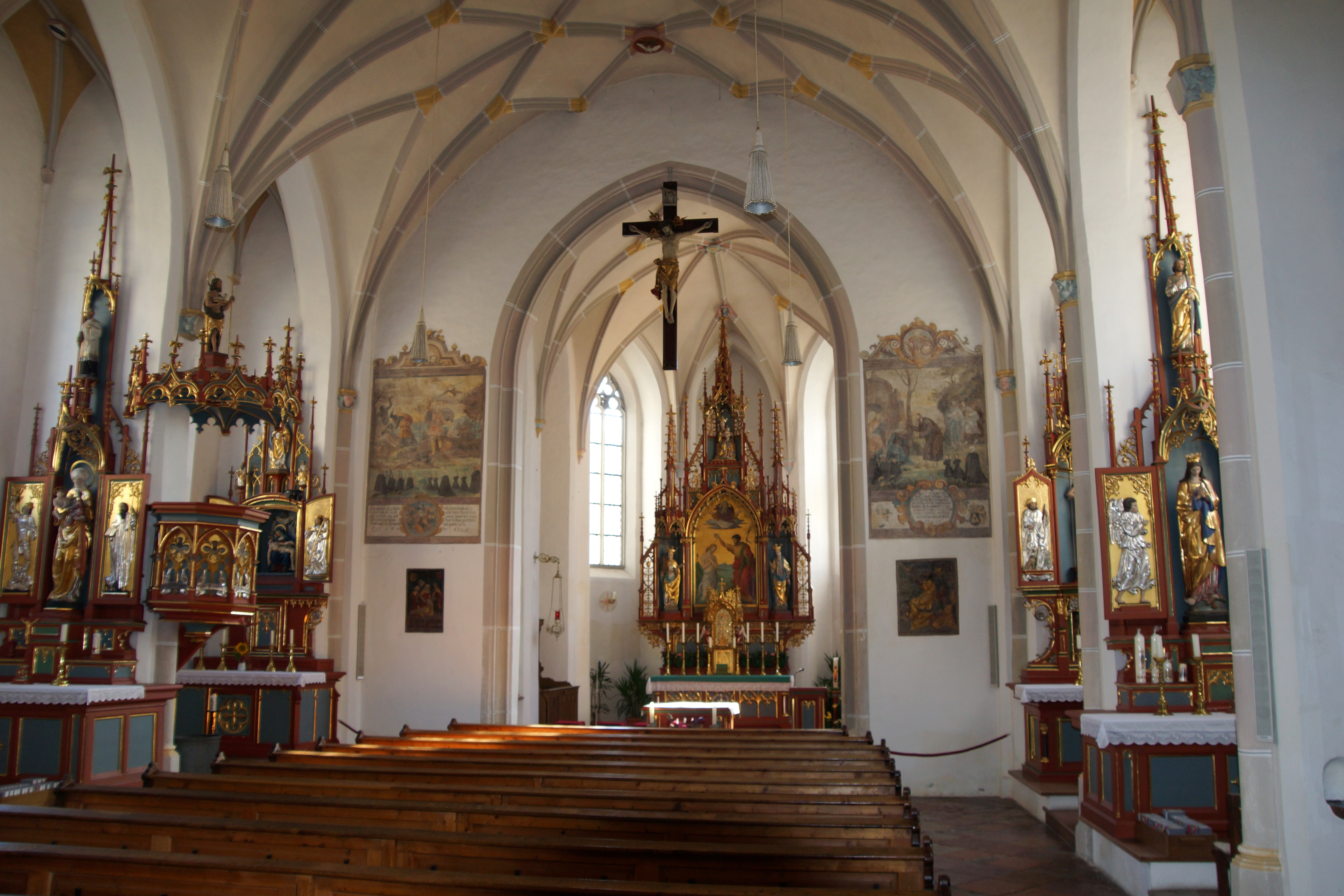
Innenansicht

Die römisch-katholische Filialkirche St. Johannes Baptist (auch St. Johann Baptist oder St. Johann genannt) in Neumarkt-Sankt Veit, einer Kleinstadt im oberbayerischen Landkreis Mühldorf am Inn, ist eine spätgotische Wandpfeilerkirche, die in der zweiten Hälfte des 15. Jahrhunderts erbaut wurde. Sie ist dem heiligen Johannes dem Täufer (Gedenktag: 24. Juni) geweiht und ist als Baudenkmal mit der Nummer D-1-83-129-86 beim Bayerischen Landesamt für Denkmalpflege eingetragen. Außerdem ist sie als Kulturgut nach der Haager Konvention geschützt.

## Geschichte
An der Stelle der heutigen Johanneskirche ist bereits im Jahr 788 ein Kirchenbau mit umgebendem Friedhof nachgewiesen. Das heutige Gotteshaus ist ein spätgotischer Nachfolgerbau dieser Kirche aus der zweiten Hälfte des 15. Jahrhunderts, der im Jahr 1454 von Neumarkter Bürgern gestiftet wurde. Bei dessen Bau wurden Mauerreste von Vorgängerbauten einbezogen. Dies ist insbesondere an dem ins Westjoch einkragenden Turmunterbau und dem leicht aus der Mittelachse verschobenen Chor zu erkennen. Bis 1691 konnte St. Johannes Baptist seine Eigenständigkeit gegenüber dem nahegelegenen Kloster Sankt Veit behaupten, bevor es diesem inkorporiert wurde. Bis zur Säkularisation war St. Johannes Baptist Pfarrkirche von Neumarkt, bevor die ehemalige Klosterkirche zur Pfarrkirche erklärt wurde.
Für das Jahr 1725 sind Umbaumaßnahmen am Kirchturm durch den Neumarkter Baumeister Sylvester Mayrhofer belegt. Dabei erhielt der Turm wahrscheinlich seine Zwiebelkuppel. Etwa um die gleiche Zeit wurden auch große Teile der Kirchenausstattung barockisiert. Etwa 150 Jahre später, zwischen 1873 und 1881, erfolgte die Regotisierung. Dabei wurde die Zwiebelhaube des Turmes durch den Spitzhelm, der das Stadtbild von Neumarkt-Sankt Veit prägt, ersetzt. Außerdem wurde die barocke Kirchenausstattung zum größten Teil durch neugotische Stücke ersetzt. Ein Mosaik im Fußboden beim Sakristeieingang erinnert an den Abschluss der Umbaumaßnahmen im Jahr 1881.

## Beschreibung

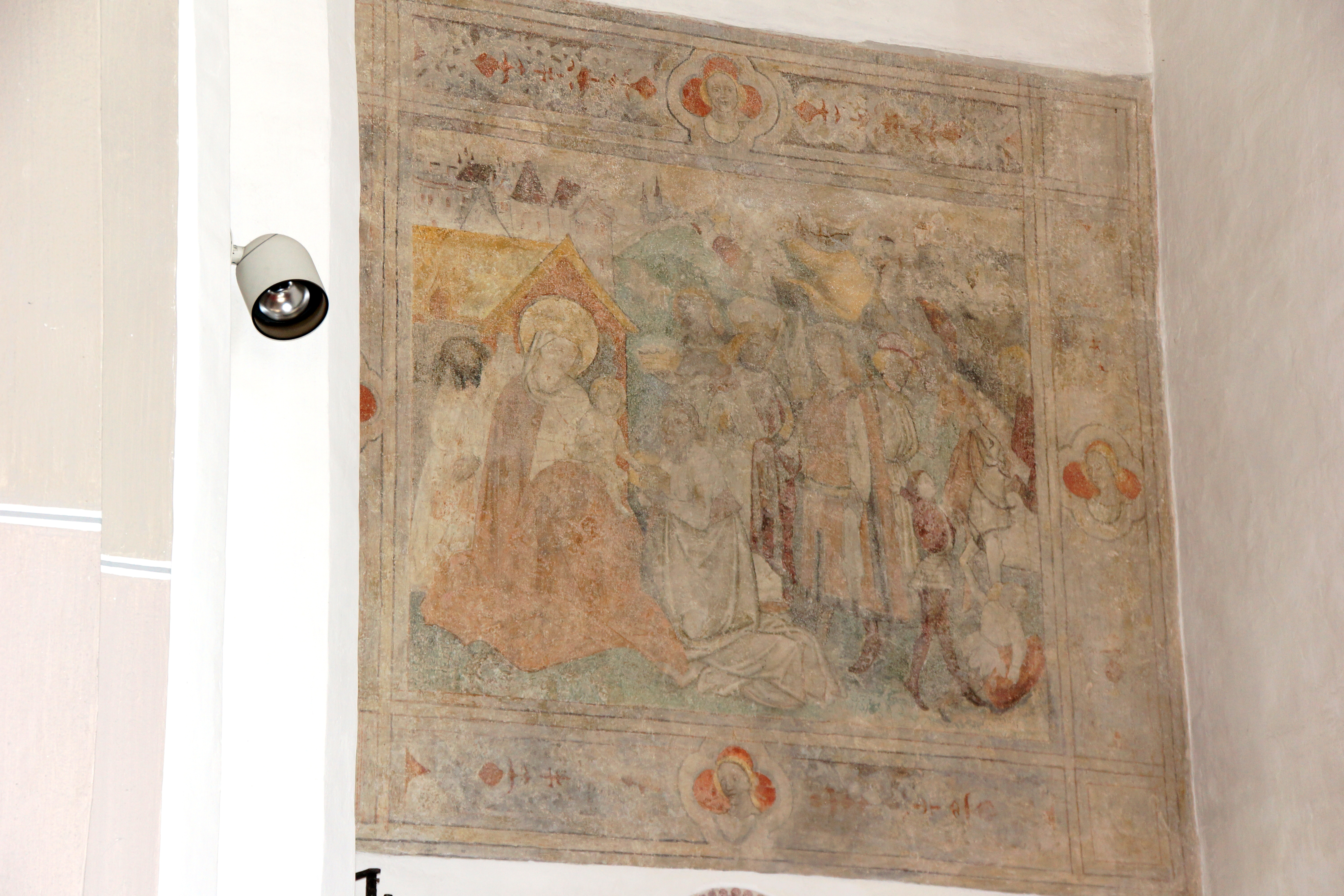
Spätgotisches Fresko der Anbetung durch die Heiligen Drei Könige (um 1430/40)

Der neugotische Hochaltar der Kirche St. Johannes Baptist stammt aus dem Jahr 1873. Er ist mit zahlreichen Fialen verziert und zeigt im Hauptbild eine Darstellung der Taufe Jesu im Jordan durch den Kirchenpatron Johannes. Von barocken Vorgängeraltären sind zwei Altarblätter erhalten, welche die Heiligen Johannes Nepomuk und Antonius Eremita zeigen.
Auch einige original gotische Ausstattungsstücke befinden sich noch in der Kirche: ein Glasgemälde des heiligen Martin aus der Zeit um 1490, das 1972 in das Fenster rechts neben dem Hochaltar eingelassen wurde, sowie ein gobelinartig wirkendes Fresko über der Sakristeitüre, auf dem die Anbetung durch die Heiligen Drei Könige vor reichem Landschaftshintergrund dargestellt ist. Dieses Fresko gehört dem sogenannten „weichen Stil“ an und lässt Parallelen zur Südtiroler bzw. oberitalienischen Malerei des Quattrocento erkennen. Deshalb wird vermutet, dass das Gemälde um 1430/40 von einem Wandermaler geschaffen wurde.

### Glocken
Der 38 Meter hohe Turm der Kirche St. Johannes Baptist beherbergt ein vierstimmiges Geläut. Die größeren Glocken goss Johann Hahn in Landshut im Jahr 1950. Die kleinste Glocke, wohl die Sterbeglocke, stammt aus dem Jahr 1724 und wurde von dem Münchner Glockengießer Johann Matthias Langenegger gefertigt.